# Iso-Tyynes
Iso-Tyynes är öar i Finland. De ligger i Skärgårdshavet och i kommunen Nådendal i landskapet Egentliga Finland, i den sydvästra delen av landet. Öarna ligger omkring 29 kilometer väster om Åbo och omkring 180 kilometer väster om Helsingfors.
Arean för den av öarna koordinaterna pekar på är 4,4 hektar och dess största längd är 320 meter i sydöst-nordvästlig riktning. Runt Iso-Tyynes är det glesbefolkat, med 14 invånare per kvadratkilometer. Närmaste större samhälle är Nådendal, 14,9 km öster om Iso-Tyynes.